# Leichtathletik-Halleneuropameisterschaften 2017/Teilnehmer (Malta)
| Gelbes Symbol für Goldmedaillen mit stilisierten Olympischen Ringen | Graues Symbol für Silbermedaillen mit stilisierten Olympischen Ringen | Braundes Symbol für Bronzemedaillen mit stilisierten Olympischen Ringen |
| ------------------------------------------------------------------- | --------------------------------------------------------------------- | ----------------------------------------------------------------------- |
| —                                                                   | —                                                                     | —                                                                       |

Aus Malta starteten eine Athletin und ein Athlet bei den Leichtathletik-Halleneuropameisterschaften 2017 in Belgrad.

## Ergebnisse

### Frauen

#### Laufdisziplinen
| Athletin            | Disziplin | Vorlauf | Vorlauf | Halbfinale         | Halbfinale         | Finale             | Finale             |
| Athletin            | Disziplin | Zeit    | Platz   | Zeit               | Platz              | Zeit               | Platz              |
| ------------------- | --------- | ------- | ------- | ------------------ | ------------------ | ------------------ | ------------------ |
| Charlotte Wingfield | 60 m      | 7,50 s  | 27      | nicht qualifiziert | nicht qualifiziert | nicht qualifiziert | nicht qualifiziert |

### Männer

#### Laufdisziplinen
| Athlet       | Disziplin | Vorlauf   | Vorlauf | Halbfinale         | Halbfinale         | Finale             | Finale             |
| Athlet       | Disziplin | Zeit      | Platz   | Zeit               | Platz              | Zeit               | Platz              |
| ------------ | --------- | --------- | ------- | ------------------ | ------------------ | ------------------ | ------------------ |
| Luke Bezzina | 60 m      | 7,02 s SB | 23      | nicht qualifiziert | nicht qualifiziert | nicht qualifiziert | nicht qualifiziert |